# Coppa Italia 2018 (pallacanestro femminile)
La Coppa Italia 2018 è stata la 33ª edizione del trofeo riservato alle società del campionato italiano di Serie A1 di pallacanestro femminile. Organizzato dalla LegA Basket Femminile si è disputata il 24 e 25 febbraio 2018 nel Palasport "Ernesto Cima" di Alessandria.
La Lega adotta la formula della Final Four alla quale prendono parte le prime quattro squadre classificate in Serie A1 al termine del girone d'andata, ovvero: Famila Wüber Schio, Gesam Gas Lucca, Umana Reyer Venezia e Fila San Martino.
Il Torneo è stato vinto per l'undicesima volta dalla Famila Schio, che ha sconfitto in finale la Gesam Gas Lucca per 67-50.

## Risultati

### Tabellone
|  | Semifinali | Semifinali    | Semifinali |  |               | Finale        | Finale       | Finale |
|  |            |               |            |  |               |               |              |        |
|  | 2          | Le Mura Lucca | 55         |  |               |               |              |        |
|  | 2          | Le Mura Lucca | 55         |  |               |               |              |        |
|  | 3          | Reyer Venezia | 51         |  |               |               |              |        |
|  | 3          | Reyer Venezia | 51         |  | Le Mura Lucca | Le Mura Lucca | 50           |        |
|  |            |               |            |  | Le Mura Lucca | Le Mura Lucca | 50           |        |
|  |            |               |            |  |               | Famila Schio  | Famila Schio | 67     |
|  | 1          | Famila Schio  | 72         |  |               | Famila Schio  | Famila Schio | 67     |
|  | 1          | Famila Schio  | 72         |  |               |               |              |        |
|  | 4          | San Martino   | 51         |  |               |               |              |        |
|  | 4          | San Martino   | 51         |  |               |               |              |        |

### Semifinali
| Alessandria 24 febbraio 2018, ore 18:15 CET          | Gesam Gas&Luce Lucca | 55 – 51 (9-16; 27-28; 41-39) referto | Umana Reyer Venezia | PalaCima |
| \| \| \| \| \| Roberts 20 \| Punti \| 19 Williams \| |                      |                                      |                     |          |
|                                                      |                      |                                      |                     |          |
| Roberts 20                                           | Punti                | 19 Williams                          |                     |          |

| Alessandria 24 febbraio 2018, ore 20:30 CET       | Famila Wüber Schio | 72 – 51 (18-15; 37-24; 58-34) referto | Fila San Martino | PalaCima |
| \| \| \| \| \| Yacoubou 23 \| Punti \| 15 Keys \| |                    |                                       |                  |          |
|                                                   |                    |                                       |                  |          |
| Yacoubou 23                                       | Punti              | 15 Keys                               |                  |          |

### Finale
| Alessandria 25 febbraio 2018, ore 20:00 CET                  | Gesam Gas&Luce Lucca | 50 – 67 (11-17; 20-36; 34-53) referto | Famila Wüber Schio | PalaCima |
| \| \| \| \| \| Drammeh 17 \| Punti \| 12 Macchi, Yacoubou \| |                      |                                       |                    |          |
|                                                              |                      |                                       |                    |          |
| Drammeh 17                                                   | Punti                | 12 Macchi, Yacoubou                   |                    |          |

## Coppa Italia di Serie A2
La LegA Basket Femminile ha organizzato inoltre la 21ª edizione della Coppa Italia di Serie A2, competizione riservata alle società del campionato italiano di Serie A2. La formula adoperata è quella della Final Eight, riservata alle squadre che hanno concluso nei primi quattro posti il girone d'andata della stagione regolare dei due gironi in cui è suddiviso il campionato. Le partite si disputano nella stessa sede della Coppa Italia e nelle stesse date, il 23, 24 e il 25 febbraio.
La coppa di categoria è stata vinta per la prima volta dalla Tec-Mar Crema che ha sconfitto in finale la Matteiplast Bologna, con Kristina Benić miglior giocatrice della finale.
|  | Quarti di finale | Quarti di finale  | Quarti di finale |            |               | Semifinali        | Semifinali | Semifinali |  |  | Finale | Finale            | Finale |
|  |                  |                   |                  |            |               |                   |            |            |  |  |        |                   |        |
|  | 1-A              | GEAS              | 52               |            |               |                   |            |            |  |  |        |                   |        |
|  | 4-B              | Progresso Bologna | 53               |            |               |                   |            |            |  |  |        |                   |        |
|  | 4-B              | Progresso Bologna | 53               |            | 4-B           | Progresso Bologna | 53         |            |  |  |        |                   |        |
|  |                  |                   |                  |            | 4-B           | Progresso Bologna | 53         |            |  |  |        |                   |        |
|  |                  | 3-A               | Alpo Basket      | 47         |               |                   |            |            |  |  |        |                   |        |
|  | 2-B              | 3-A               | Alpo Basket      | 47         | Pol. A.Galli  | 63                |            |            |  |  |        |                   |        |
|  | 2-B              |                   |                  |            | Pol. A.Galli  | 63                |            |            |  |  |        |                   |        |
|  | 3-A              | Alpo Basket       | 70               |            |               |                   |            |            |  |  |        |                   |        |
|  |                  |                   |                  |            |               |                   |            |            |  |  | 4-B    | Progresso Bologna | 53     |
|  |                  |                   | 4-A              | B.T. Crema | 55            |                   |            |            |  |  |        |                   |        |
|  | 1-B              | USE Empoli        | 63               |            |               |                   |            |            |  |  |        |                   |        |
|  | 4-A              | B.T. Crema        | 69               |            |               |                   |            |            |  |  |        |                   |        |
|  | 4-A              | B.T. Crema        | 69               |            | 4-A           | B.T. Crema        | 68         |            |  |  |        |                   |        |
|  |                  |                   |                  |            | 4-A           | B.T. Crema        | 68         |            |  |  |        |                   |        |
|  |                  | 3-B               | Verga Palermo    | 57         |               |                   |            |            |  |  |        |                   |        |
|  | 3-B              | 3-B               | Verga Palermo    | 57         | Verga Palermo | 83                |            |            |  |  |        |                   |        |
|  | 3-B              |                   |                  |            | Verga Palermo | 83                |            |            |  |  |        |                   |        |
|  | 2-A              | Costa Masnaga     | 73               |            |               |                   |            |            |  |  |        |                   |        |